# Doubí (Liberec)
Doubí (německy Eichicht) je část statutárního města Liberec ve stejnojmenném okrese v Libereckém kraji. Nachází se na jihu Liberce. Liberec XXIII-Doubí leží v katastrálním území Doubí u Liberce o rozloze 3,42 km².

## Historie
První písemná zmínka o vesnici pochází z roku 1412.
Doubí je tvořeno sídlištním celkem na východě, obchodní a průmyslovou zónou ve středu čtvrti a rezidentní částí na západě.
V Doubí se od roku 1999 nachází jedno z největších obchodních center v Liberci, OC Nisa, které v roce 2008 prošlo velkou přestavbou a dnes kromě obchodů a hypermarketu zahrnuje také multikino. Na začátku 21. století vznikla v Doubí takzvaná Průmyslová zóna Jih. Na ploše zhruba 125 hektarů mají své závody například firmy Denso, Magna, Schenker a další.
Doubí patří mezi čtvrti, ve kterých se nacházejí sociálně vyloučené lokality. V roce 2018 zde začal fungovat takzvaný mikrotým tvořený příslušníky statní i městské policie, terénními pracovníky a asistenty prevence kriminality.

## Obyvatelstvo
| Rok            | 1869 | 1880 | 1890  | 1900  | 1910  | 1921  | 1930  | 1950  | 1961  | 1970  | 1980  | 1991  | 2001  | 2011  | 2021  |
| -------------- | ---- | ---- | ----- | ----- | ----- | ----- | ----- | ----- | ----- | ----- | ----- | ----- | ----- | ----- | ----- |
| Počet obyvatel | 797  | 915  | 1 000 | 1 242 | 1 835 | 1 654 | 2 289 | 1 545 | 1 451 | 1 356 | 1 295 | 2 729 | 2 793 | 2 971 | 2 960 |
| Počet domů     | 84   | 91   | 97    | 112   | 137   | 145   | 220   | 245   | 314   | 235   | 249   | 368   | 389   | 437   | 507   |

## Obecní správa
Při sčítání lidu v letech 1850–1976 bylo Doubí samostatnou obcí, nejprve v okrese Liberec, v roce 1950 v okrese Liberec-okolí a od roku 1960 opět v okrese Liberec. Od 30. dubna 1976 je částí statutárního města Liberec ve stejnojmenném okrese.

## Doprava
Veřejnou dopravu na doubské sídliště zajišťují autobusové linky liberecké MHD, především linky č. 13, 20, 24, 26 a o víkendech linka 39. Nacházejí se zde zastávky Mařanova, Doubí mlýn, Doubí pošta, Doubí Obilná a Konečná Doubí Sídliště. Dopravu do obchodního centra Nisa zajišťují linky č. 22 a 500 (zastávky OC Nisa a OC Nisa kino, do průmyslové zóny pak linky č. 22, 31, 33, 34 a 35 (zastávky Průmyslová, U Slunného potoka a Průmyslová zóna Jih)
Doubí protíná železniční trať 030 z Liberce do Hradce Králové a Pardubic. Nenachází se zde ale žádná zastávka. Doubím prochází také hlavní silniční tah na Turnov, silnice I/35.
Doprava do průmyslové zóny Jih je závislá na jediné komunikaci, což působí dopravní problémy především v časech střídání směn či v případě uzavírky. V plánu je vybudování druhého přivaděče, který zónu napojí přímo na silnici I/35. Proti jeho výstavbě místní sepsali petici, i přesto je ale v plánu realizace stavby, a to nejdříve v roce 2021.